# Квантов компютър
Kвантов компютър е компютър, който работи на базата на квантовомеханични явления, като квантова суперпозиция и квантово заплитане (на английски: quantum entanglement), за да обработва данни. Той е коренно различен от класическите компютри, работещи на базата на транзистори и електрически явления, предмет на класическата физика.
За разлика от обикновените компютри, които складират информацията като битове (0 и 1), квантовите компютри използват квантови битове или кюбити – те могат да бъдат 0, 1 или тяхна суперпозиция, т.е. и двете едновременно. Това позволява на квантовата машина да извършва няколко изчисления успоредно, което я прави много по-бърза и по-мощна от обикновената, която работи с едно-единствено изчисление.
Пълноценният квантов компютър все още е хипотетично устройство, а самата възможност за неговото построяване е свързана със сериозно развитие на квантовата теория в областта на частиците. Тази работа изисква сложни научни експерименти и е сред приоритетите на съвременната физика.

## Механизъм на действие
Квантовият компютър обработва информация, представена с определен брой кюбити, по коренно различен от класическия компютър, обработващ информация, представена със същия брой класически битове. Например, за да представи състоянието на n-кюбитова система, класическият компютър ще изисква съхраняването на 2n на брой комплексни коефициенти. Изглежда, че кюбитите могат да съхраняват много повече информация отколкото битовете, но трябва да се има предвид, че всичките им състояния са във вероятна суперпозиция. Това означава, че когато се опитваме да измерим крайното състояние на кюбитите, ще бъде открита само една от възможните конфигурации, в които са били преди измерването. Освен това, не е правилно да се мисли за кюбитите като съществуващи единствено в едно конкретно състояние – това преди измерването – тъй като фактът на наличие на суперпозиция пряко засяга възможните резултати от изчислението.
Например: Взимаме един класически компютър, който работи на три-битов регистър. Състоянието на компютъра по всяко време е вероятностното разпределение на {\displaystyle 2^{3}=8} различни три-битови низове 000, 001, 010, 011, 100, 101, 110, 111. Ако считаме компютъра за детерминиран, той се намира в точно едно от тези състояния с вероятност 1. Но ако не е детерминиран, т.е. той е вероятностен компютър, тогава има възможност да се намира във всяко едно от няколко различни състояния. Вероятността за тези състояния се описва с осем неотрицателни числа A, B, C, D, E, F, G, H (където A = вероятността компютърът да е в състояние 000, B = вероятността компютърът да е в състояние 001, и т.н.). Има ограничение, че сумата от тези вероятности е единица.
Състоянието на три-кюбитов квантов компютър се описва по подобен начин с осем-мерен вектор (a, b, c, d, e, f, g, h). Тук обаче коефициентите могат да имат комплексни стойности и сумата от квадратите на абсолютните им стойности, които представляват вероятността за всяко от посочените състояния, трябва да е равна на единица:
{\displaystyle |a|^{2}+|b|^{2}+\cdots +|h|^{2}}
Въпреки това, тъй като комплексното число кодира не само абсолютна стойност, но и посока в комплексната равнина, фазовата разлика между всеки два коефициента (състояния) представлява значим параметър. Това е фундаменталната разлика между квантовия компютър и вероятностен класически компютър.
Ако се измерят трите кюбита, ще наблюдаваме три-битов низ. Вероятността за измерване на даден низ е квадрат на абсолютната стойност на коефициента на низа (т.е., вероятността за измерване на 000 е {\displaystyle |a|^{2}}, вероятността за измерване на 001 е {\displaystyle |b|^{2}}, и т.н.). По този начин, измерването на квантово състояние, описано чрез комплексните коефициенти (a,b...h) дава класическото разпределение на вероятностите и казваме, че квантовото състояние в резултат от измерването „се разпада“ до класическо състояние.

## Потенциал
Разлагането на прости множители на големи цели числа се счита за неосъществимо от обикновен компютър. Квантовият компютър би могъл да се справи с тази задача, използвайки ефективно алгоритъма на Шор. Това би разшифровало много от съвременните криптографски системи, които се основават на трудността на факторирането на цели числа или на проблема с дискретния логаритъм, които се решават с алгоритъма на Шор. Алгоритмите RSA и Дифи-Хелман биха били разбити. Те се използват за защитата на сигурни уеб страници, шифровани имейли и много други видове данни.
Освен факторирането и дискретните логаритми, квантовите алгоритми предлагат ускорено решаване на някои проблеми., включително симулиране на квантово-физични процеси от химията и решаване на уравнението на Пел. Квантовите алгоритми предлагат по-бързо решаване на проблемите от класическите алгоритми. Най-добрият пример за това е квантовото търсене в база данни, което използва алгоритъма на Гровер. То използва квадратично по-малко проверки към базата данни, от колкото биха били необходими на обикновения компютър.

## История
1980
- Юрий Манин за първи път предлага идеята за квантовия компютър.

1981
- Ричард Файнман в речта си на Първата конференция по физика на компютърните методи, проведена в MIT през май, отбелязва, че на класическия компютър се оказва невъзможно да се симулира по ефективен начин една еволюция на квантовата система. Той предлага базов модел за квантов компютър, който да е в състояние да извърши тези симулации. Файнман показва, че класическата машина на Тюринг (и следователно всеки класически компютър) не може да симулира квантово-механична система без експоненциална загуба в производителността.[4]

1982
- Пол Беньоф предлага първата разпознаваема теоретичната рамка за квантов компютър.[5]

1985
- Дейвид Дойч, в Оксфордския университет, описва първия универсален квантов компютър. Точно както универсалната машина на Тюринг може да симулира всяка друга машина на Тюринг ефективно, така и универсалният квантов компютър е в състояние да симулира всеки друг квантов компютър с най-много един полином забавяне.

1994
- Създаден е квантовият алгоритъм на Питър Шор, който решава ефективно проблема за първичната факторизация. Теоретично алгоритъма на Шор, ако се реализира от един голямо мащабен квантов компютър, ще пробие много от съвременните криптографски системи.

1995
- Питър Шор и Андрю Стийн едновременно предлагат първите проекти за квантово коригиране на грешки.

1996
- Лов Гроувър изобретява алгоритъм на Гроувър за квантово търсене в база данни.
- Давид Дивинцензо, от IBM, предлага списък с минимални изисквания за създаване на квантов компютър.

1997
- Алексей Китаев описва принципите на топологичното квантово изчисление като метод за борба с декохерентността.
- Даниел Лос и Давид Дивинцензо предлагат квантовия компютър Лос-Дивинцензо.[6]

1998
- Първа експериментална демонстрация на квантов алгоритъм. Работещ 2-кюбитов ЯМР квантов компютър се използва, за да разреши проблема на Дойч.
- Първият работещ 3-кюбитов ЯМР квантов компютър.
- Първо изпълнение на алгоритъма на Гровер на ЯМР компютър.

1999
- Самюел Браунщайн и неговите сътрудници показват, че няма смесено квантово състояние на квантовото заплитане в никой голям ЯМР експеримент. Необходимо е чисто състояние на квантовото заплитане, за да се ускорят квантовите изчисления. Това е доказателство, че ЯМР компютрите няма да имат предимство пред обикновените компютри. Все още не е ясно дали смесеното квантово състояние на квантовото заплитане е необходимо за ускоряване на квантовите изчисления.[7]

2000
- Първият работещ 5-кюбитов ЯМР квантов компютър, демонстриран в ТУ Мюнхен.
- Първо изпълнение на намиране на поръчки (част от алгоритъма на Шор).
- Първият работещ 7-кюбитов ЯМР квантов компютър, демонстриран в Националната лаборатория в Лос Алмос, САЩ.

2001
- Първо изпълнение на алгоритъма на Шор.
- Емануел Книл, Реймънд Лафлейм и Джерард Милбърн полагат основите на сферата на оптичните квантови компютри.

2004
- Първият работещ ЯМР квантов компютър в чисто състояние.
- Първото 5-фотонно заплитане, демонстрирано от групата на Ян-Вей Пан, минималният брой кюбити, необходими за универсално квантово коригиране на грешки.[8]

2005
- Учени от Университета на Илинойс в Ърбана-Шампейн демонстрират квантово заплитане от множествен характер, което дава възможност за няколко кюбита на частица.
- Учени от Харвардския университет успяват да прехвърлят информация от атоми към фотони и обратно.

2006
- Самюел Браунщайн в Йоркския университет, заедно с Университета в Токио и Японската агенция за наука и технологии, правят първата експериментална демонстрация на квантово телеклониране.[9]
- Професори от Шефиелдския университет разработва средство за ефикасно създаване и манипулиране на индивидуални фотони с висока ефективност на стайна температура.
- Първият 12-кюбитов компютър.
- Нова теория за спина на частиците доближава науката до квантовите компютри.[10]
- Копенхагенският университет разработва квантова телепортация между фотони и атоми.

2007
- 6-фотонен еднопосочен квантов компютър е създаден в лаборатория.[11]
- Разработен е диамантен квантов регистър.[12]
- Демонстрирано е квантово заплитане на голямо разстояние.
- Разработен е модел на квантов транзистор.[13]
- Демонстрирано е предаване на кюбити.

2008
- Успешно съхраняване на квантов бит.[14]
- Аналогови квантови компютри.[15]
- Разработени са кютритите – квантова информация, която съществува като суперпозиция на три ортогонални квантови състояния.
- Умишлено променено квантово състояние на молекула.[16]
- Разработена е хибридна кюбитова памет.[17]
- Кюбит е съхранен за 1 секунда в атомно ядро.[18]
- Възможен е квантов компютър без квантово заплитане.[19]
- D-Wave Systems твърдят, че са създали 128-кюбитов квантов компютър.[20]

2009
- Животът на кюбитите е удължен на хиляди милисекунди.[21]
- Квантов контрол над фотоните.[22]
- Създаден е едномолекулярен оптичен транзистор.[23]
- Показан е първият универсален програмируем квантов компютър.[24]
- Учените контролират квантовото състояние на електроните чрез електричество.

2010
- 3-кюбитов оптичен квантов компютър изчислява енергийния спектър на молекула водород с висока прецизност.[25]
- Създаден е кюбит от един електрон.[26]
- Демонстриран е квантов интерфейс между единичен фотон и единичен атом.[27]
- Демонстрирано е светодиодно квантово заплитане.[28]
- Кюбитите могат да се контролират електрически, а не магнетично.

2011
- Създадена е квантова антена.[29]
- Създаден е 14-кюбитов регистър.[30]
- Преодоляна е декохерентността.[31]

2012
- D-Wave претендират за квантово изчисление, използвайки 84 кюбита.[32]
- Физици създават работещ транзистор от един атом.[33]
- Създаден е 300-кюбитов квантов симулатор.[34]

2014
- Учените предават информация, чрез квантово телепортиране, на разстояние 3 метра. Това е важна крачка към квантовия интернет.[35]
- Най-голямото число факторирано на квантова машина – 56153 (предишният рекорд е 143).[36]

2015
- D-Wave създават третия си квантов компютър – D-Wave 2x, който работи с над 1000 кюбита
- Международен екип учени са извършили квантово телепортиране по оптично влакно на повече от 100 км.[37]